# Erich Rommerskirch
Erich Rommerskirch (* 12. Februar 1904 in Trebnitz/Schlesien; † 1. Mai 1989 in Marburg) war ein deutscher Jesuit und Schriftsteller.

## Leben
Erich Rommerskirch war der Sohn eines Chefarztes am Krankenhaus in Trebnitz. Nach vierjährigem Besuch der dortigen Volksschule wechselte Erich Rommerskirch zu einem Internat in Glogau, wo er gemeinsam mit seinem Bruder das Gymnasium absolvierte. Nach dem Tod des Vaters zog die Familie 1917 nach Patschkau/Neiße, wo Rommerskirch 1923 die Reifeprüfung ablegte. Er trat dem Jesuitenorden bei und verbrachte sein Noviziat und seine Studienzeit in den niederländischen Niederlassungen des Ordens in ’s-Heerenberg und Valkenburg. Ende der Zwanzigerjahre ging er nach Mittelsteine im Landkreis Glatz, und von 1932 bis 1934 wirkte er als Präfekt in einem katholischen Internat in Breslau. 1935 wurde er in Valkenburg zum Priester geweiht.
Erste Stationen Rommerskirchs als Pfarrer waren ab 1936 Berlin und ab 1938 Rottmannshöhe am Starnberger See; ab Beginn des Zweiten Weltkriegs im Jahre 1939 wirkte er als Lazarett- und Jugendpfarrer in Breslau. Während dieser Zeit war er häufigen Repressionen durch die Gestapo ausgesetzt. 1944 wechselte er nach Dresden. Nach der Bombardierung Dresdens im Februar 1945 floh Rommerskirch nach Bayern. Über München gelangte er nach Karlsruhe, wo er in den Fünfzigerjahren als Religionslehrer tätig war. Ab 1961 war er mit dem Aufbau einer neuen Pfarrei in Marburg beauftragt, und ab 1970 arbeitete er in der Altenseelsorge der Diözese Fulda.
Erich Rommerskirch stand seit seiner Jugend der katholischen Jugendbewegung, insbesondere dem "Bund Neudeutschland", nahe. Er verfasste Jugendbücher, die teilweise in der Reihe der "Spurbücher" erschienen, theologische Essays und Theaterstücke.

## Werke
- Der Brunnen im Herzen, Paderborn 1935
- Christus und der junge Christ, München 1939
- Das Haus Gottes, München 1947
- Könige und Bettler, München 1947
- Christus und die Menschen, Karlsruhe 1948
- Die Drohung der Finsternis, Karlsruhe 1948
- Christoph und die Heimat, Colmar 1950
- Jungen im Gottesreich, Nürnberg 1950
- Todesstrahlen und Lebenszeichen, Colmar 1953
- Der Erbe, Würzburg 1956
- In deinem Licht, Kevelaer, Rheinld. 1962
- Hoffnung und Reife, Würzburg 1975
- Frühes Licht und erste Schatten, Freiburg im Breisgau [u. a.] 1978
- Der Lebensabend großer Christen, Würzburg 1978